# Рассуждение о метафизике
«Рассуждение о метафизике» (фр. Discours de métaphysique; 1686) — трактат немецкого философа и математика Готфрида Лейбница (1646—1716); систематизация автором своей метафизики, с формулировкой по существу всех её основных идей. Прижизненно трактат не печатался, впервые опубликован Гротефендом в Ганновере в 1846 году как приложение к его изданию переписки между Лейбницем, французским мыслителем Антуаном Арно и ландграфом Эрнстом Гессен-Рейнфельским.

## Время создания
В оригинале текст Лейбница заголовка не имеет. Он был закончен в начале 1686 года, о чём свидетельствует письмо автора к ландграфу Эрнсту Гессен-Рейнфельскому (1684—1749) от 11 февраля 1686 года, где он приводит тезисы своего произведения, называемого им «Un petit discours de la metaphysique». Французский философ Пьер Бюржелен (Pierre Burgelin; 1905—1985), посвятивший этому произведению свою диссертацию, предполагал, что оно было написано в краткие сроки — с декабря 1685 по начало 1686 годов.
Считается, что данный трактат был написан Лейбницем специально для французского мыслителя Антуана Арно (1616—1694), «обширная переписка между [которыми] составила своего рода комментарий к этому произведению».

## Содержание
§ 1. О Божьем совершенстве и его действии

§ 2. О Божьей доброте

§ 3. Бог создал всё лучшим образом

§ 4. Взаимодействие человека с Богом

§ 5. О всеобщей гармонии вещей

§ 6. О порядке в творении

§ 7. Хочет ли, содействует ли Бог злу

§ 8. Действие творений. Провидение Божье

§ 9. Свойства индивидуальных субстанций

§ 10. О функциях субстанциальных форм

§ 11. Суждения схоластиков несправедливо презираемы

§ 12. Сущность тел — не только в протяженности

§ 13. Необходимость (nécessitée). Случайность (contingence). Свобода (liberté)

§ 14. Взаимодействие субстанций

§ 15. Степени восприятий отличают субстанции

§ 16. Влияние Бога на субстанции. Сущность человека

§ 17. Ошибки в механике Декарта

§ 18. Механика подводит к метафизике

§ 19. Функция конечных причин в физике

§ 20. Апелляция к Сократу в «Федоне» Платона против материалистов

§ 21. Значимость конечной и действующей причин

§ 22. Согласие конечной и действующей причин

§ 23. Воздействие Бога на разум духов. Бытие идей

§ 24. Стратификация познания

§ 25. В каком случае мы познаем полную идею

§ 26. Мы имеем внутри себя все идеи

§ 27. «Tabula rasa». Роль чувственные восприятий

§ 28. Один Бог непосредственно возбуждает наше восприятие

§ 29. Наши идеи находятся в нас самих, а не в Боге

§ 30. О свободе воли, [не]совершенстве мира, степенях благодати

§ 31. О предвидении Бога, его выборе наилучшего

§ 32. Понятие субстанции и Принципа лучшего согласуется с религией

§ 33. Объяснение интеграции души с телом

§ 34. Отличия Духов от душ и субстанциальных форм

§ 35. О градации субстанций в выражении Бога и мира

§ 36. О превосходстве Духов. Бог — как лучший из монархов

§ 37. Иисус Христос показал совершенство божьей любви к творению

## Переводы
Русскоязычный перевод «Рассуждения о метафизике» под ред. В. П. Преображенского, сделанный с издания Герхардта, был опубликован в серии «Философское Наследие» (т. 84) в четырёхтомнике, посвящённом философии Лейбница.
Лучшее издание, где опубликованы все варианты рукописей Лейбница,— «Discours de la métaphysique, ed. Henry Lestrienne», Paris 1907, 2 éd. 1929, 3 éd. 1952 (См. также немецкий перевод у Кассирера, т. II, с. 135—188).